# Jerker Thorén
Jerker Olof Thorén, född 15 augusti 1895 i Borås, död 2 juni 1977 i Göteborg, var en svensk journalist.
Han var son till Claes Thorén och Thérèse Thorén, född Landahl. Han avlade studentexamen i hemstaden Borås 1915 och inledde akademiska studier i Göteborg där han blev filosofie kandidat 1920. Han blev medarbetare i Göteborgs Handelstidning 1920 och i Morgon-Tidningen 1932–1933. Thorén gick 1943 över till Göteborgs-Tidningen där han avancerade till redaktionssekreterare 1946 och blev ansvarig utgivare 1947 samt chefredaktör 1948–1955. Han var kassör i Göteborgskretsen av Svenska journalistföreningen 1929–1947 och var medlem av Publicistklubben.
Thorén gifte sig 1926 med Helen Setterberg (1902–1991). De fick barnen Arne Thorén, Ulf Thorén och Görel Thorén-Mellby (1932–2012). Jerker Thorén är gravsatt i minneslunden på Kvibergs kyrkogård i Göteborg.